# Chance Browne
Robert David Browne noto con il soprannome di  Chance (New York, 17 giugno 1948 – Danbury, 1º marzo 2024) è stato un fumettista, musicista e pittore statunitense.

## Biografia
Robert Browne nacque a New York il 17 giugno 1948, figlio del fumettista Dik Browne. Anche suo fratello minore Chris divenne un fumettista.
Dopo la morte del padre nel 1989, Browne prese in carico la striscia a fumetti Hi and Lois, distribuita in tutti gli Stati Uniti d'America da King Features Syndicate.
Chance Browne fu anche cantante e chitarra nella sua band The Twinkies, un gruppo formato nel 1973.
Frequentò sia il Park College in Missouri che la School of Visual Arts a New York. Pur guadagnandosi da vivere come fumettista, coltivò anche la passione per la pittura, praticata nel tempo libero. Browne visse in Connecticut con sua moglie Debra, redattrice per Hagar l'Orribile, insieme alla quale ebbe tre figlie. 
Morì nella sua casa a Danbury il 1º marzo 2024 all'età di 75 anni.